# Josh Booty
Pour les articles homonymes, voir Booty.
Joshua Gibson Booty (né le 29 avril 1975 à Starkville, Mississippi, États-Unis) est un joueur de football américain et de baseball. Il est participe présentement au camp d'entraînement 2013 des Diamondbacks de l'Arizona de la Ligue majeure de baseball en tant que lanceur, après avoir évolué comme joueur de troisième but pour les Marlins de la Floride de 1996 à 1998. Booty a joué dans la Ligue nationale de football (NFL) comme quart-arrière des Browns de Cleveland de 2001 à 2003.

## Carrière au baseball

### Marlins de la Floride (1996-1998)
Josh Booty est un choix de première ronde des Marlins de la Floride en 1994 et est le cinquième joueur sélectionné au total cette année-là par un club du baseball majeur. Booty, un joueur de troisième but, dispute 13 matchs en trois saisons pour les Marlins, son premier le 24 septembre 1996 et le dernier le 11 avril 1998. Il réussit 7 coups sûrs en 26 présences officielles au bâton pour une moyenne de ,269 avec 4 points produits et 3 points marqués. Même s'il ne participe à aucun match de séries éliminatoires, il reçoit une bague de champion de la Série mondiale 1997 gagnée par les Marlins.
Il renonce ensuite au baseball pour faire carrière au football américain.

### Retour en 2013
Dix ans après la fin de sa carrière au football américain, Booty revient au baseball par le biais de l'émission de télévision The Next Knuckler, diffusée par MLB Network. L'émission, animée par les anciens joueurs des Ligues majeures Tim Wakefield et Kevin Millar, vise à découvrir le meilleur lanceur de balle papillon parmi cinq anciens joueurs de football américain ou canadien tel Doug Flutie, et le prix est une participation au camp d'entraînement 2013 des Diamondbacks de l'Arizona de la MLB. Booty est le gagnant de cette émission et se rapporte au camp des Diamondacks le 23 février 2013.

## Carrière au football américain
Frère aîné de John David Booty, un quart-arrière qui joua dans la NFL de 2008 à 2010, Josh Booty est quart-arrière des Browns de Cleveland de 2001 à 2003. Il joue son football universitaire à l'Université d'État de Louisiane en 1999 et 2000 et est drafté par les Seahawks de Seattle en 2001.